# 鳥飼欣一
鳥飼 欣一（とりかい きんいち、1925年（大正14年）11月13日 - 2006年（平成18年）4月6日）は、日本の物理学者、工学博士。鳥取県立倉吉東高等学校、東京大学工学部卒業。1950年代に、米国のアルゴンヌ国立研究所（Argonne National Laboratory）に留学、帰国後、原子力工学の草分けとして、日本原子力研究所（原研）における原子力平和利用の研究に従事。日本原子力研究所大洗研究所所長、東京理科大学教授などを歴任。日本機械学会名誉員、社団法人日本工学アカデミー会員。父は陸軍軍人の鳥飼恒男、長男は経済学者の鳥飼行博。

## 業績
水が沸騰し、沸点に達すると、熱を伝導する接触面に水蒸気の気泡が発生する。つまり、加熱した伝熱面の特定の場所に蒸気泡が形成される。この気泡の形状が、扁平であることを実験で確認し、撮影することに成功した。この熱伝導面における扁平気泡の原理を利用すれば、効果的な冷却方法や沸騰方法が開発できるわけである。加熱された原子炉の冷却などにも応用できる。この「沸騰蒸気泡の伝熱面離脱」に関する発見とその応用が、鳥飼博士の研究者として最大の業績といえる。
1983年に原子力委員会廃炉対策専門部会のメンバーとしてまとめた「廃炉対策専門部会報告書－原子炉の廃止措置について」では、原子炉が稼働期間を経過した後における原子炉の恒久的運転終了に伴ってとられる廃止措置、すなわち「原子炉の廃止措置」を原子炉の設置、運転の場合と同様に適切に実施することを求めていた。特に、広範囲かつ高度の技術を要する即時解体を可能とする技術の確立する必要性を訴えていた。さらに、昭和60年代前半のうちに、原子炉施設の解体に関する技術のシステム化として、安全基準、人材の養成体制の整備を求めていた。
核兵器への認識としては、1945年8月の広島市と長崎市への原子爆弾投下が日本を降伏させたという「原爆終戦説」を否定していた。もしも、原爆投下がアジア・太平洋戦争末期に死に物狂いで戦った日本を和平に向かわせ、降伏を決断させたのであれば、原子爆弾は、平和をもたらす兵器 (peace maker) となってしまう。つまり、原爆投下の理由として、原爆終戦説を認めれば、核兵器の保有・開発は平和をもたらす行為と解釈せざるをえない。これでは、核兵器の開発・製造・保有も核実験も非難することはきない。このように考えて、原爆終戦説という俗説には、終始批判的であった。

## 経歴

1932年4月羅南尋常小学校入学記念。父恒男と

1925年11月13日、日本陸軍軍人の鳥飼恒男の長男として出生。

鳥取県の倉吉中学を卒業後、1944年4月、松江高校に入学した鳥飼欣一。

1926年4月、生後5ヶ月の優良な赤ちゃんとして、愛国婦人会山口支部長より「選奨状」を贈られる。
1932年4月、朝鮮半島の港町である羅南尋常小学校に入学。直ぐに、やや内陸の茂山（ムサン）公立尋常高等小学校に移る。
1939年4月、鳥取県の旧制倉吉中学（現鳥取県立倉吉東高等学校）に入学。
1944年4月、旧制高校の松江高校（現島根大学文理学部）理科5組に入学。自習寮（学生寮）である北二寮の寮生となる。1944年には、食糧増産に動員された。学生たちと、農作業に従事している写真が残っている。1945年2月には住友金属の尼崎鋼管製造所研究部に動員された。この研究所の屋上で撮影した写真も残っている。1945年4月、東京大学工学部航空原動機科に入学。航空機開発・製造に関する学科の大学生たちは、1943年の学徒動員にもかかわらず、学業を続けることができたのである。

1944年4月の松江高校北二寮生たち。鳥飼欣一は前列右端。

1945年8月15日の終戦を、19歳で迎える。当日、大学の授業にいったが、教官は来なかったという。
終戦の日の挿話：当時、戦局が悪化する中、東京大学に夏季休業はなかった。終戦の日（8月15日）に、日本が降伏したことを知ったが、授業に出席するために大学に行った。しかし、授業を担当すべき教官がいつまでたっても教室に来ない。1868年（慶応4年）、上野の山に彰義隊が立て篭って、政府軍との戦闘になった当時、慶應義塾の福沢諭吉は、平然として授業を続けた。しかし、1945年8月15日の東京大学（上野に近い本郷）では、戦火が収まったというのに、授業は断りなく取りやめ（無断休講）にされた。このように、親族にもらした。
1948年3月、東京大学工学部機械科卒業。敗戦により、軍用機の開発･研究は禁止された。それに伴い大学の航空原動機科も廃止され、機械科となっていた。
戦後、通商産業省を経てシカゴ大学留学。これは、日本政府の原子力推進政策を受けたもので、アルゴンヌ国立研究所でも学んだ。工学博士。帰国後、茨城県東海村の日本原子力研究所（原研（げんけん）と呼称）において本格的な原子力平和利用の研究を開始し、日本初の原子炉完成に尽力した。原研技術者として、25年間水戸市在住。大洗町の日本原子力研究所大洗研究所所長を最後に原研を退職。
1966年 東京大学から　工学博士号を得る。論文の題は　「水冷却型原子炉の熱除去に関する研究」。
その後、千葉県に転居し、東京理科大学教授に就任。勤務地は、野田市にある東京理科大野田キャンパスで、機械工学、原子力工学を教授した。後者には、原子爆弾の開発と使用に関する前述の議論が含まれる。東京理科大では、79歳まで非常勤講師として授業を担当した。

## 主な著作
- （佐藤金司・鳥飼欣一・村田良司）『機械工学概論』（共立出版、 1999年）
- （鳥飼欣一・岡田昌志・須之部量寛・鈴木 康一・飯沼 一男）『熱工学－機械系基礎工学5』（朝倉書店、 1993年）
- （鳥飼欣一・秋山守）『原子力工学－標準機械工学講座 25』（コロナ社、 1978年）